# Вергун, Ростислав Николаевич
Ростислав Николаевич Вергун (бел. Расціслаў Мікалаевіч Вяргун; род. 26 марта 1982, Чернигов) — белорусский профессиональный баскетболист, игравший на позиции атакующего защитника. Главный тренер баскетбольного клуба «Уралмаш» и сборной Беларуси.

## Игровая карьера
Ростислав Вергун — воспитанник могилёвского баскетбола. Первый тренер — Алла Георгиевна Вергун.
Проходил обучение в американском университете «Бирмингем-Саутерн». Вернувшись в Белоруссию, выступал за могилёвский «Темп-ОШВСМ» (2004—2008).
В 2008—2012 годах выступал за клуб «Минск-2006», неоднократно выигрывал с ним чемпионат и Кубок Беларуси.
Завершил игровую карьеру в 2012 году, но в сезоне 2013/2014, будучи главным тренером могилёвского «Борисфена», из-за проблем с финансированием был вынужден выходить на площадку в качестве игрока.
Выступал в Непрофессиональной баскетбольной лиге Беларуси за клубы БИТ (2015) и «Виталюр» (2015—2016), становился чемпионом НБЛ (2015/2016), бронзовым призёром (2014/2015).

## Тренерская карьера
Тренерскую карьеру начал в 2012 году в качестве главного тренера клуба «Борисфен». В августе 2014 года назначен на пост ассистента главного тренера клуба «Цмоки-Минск». В 2017 году назначен главным тренером резервной команды «Цмоки-Минск», выиграл с ней Кубок Беларуси-2017 и чемпионат Беларуси-2017/2018.

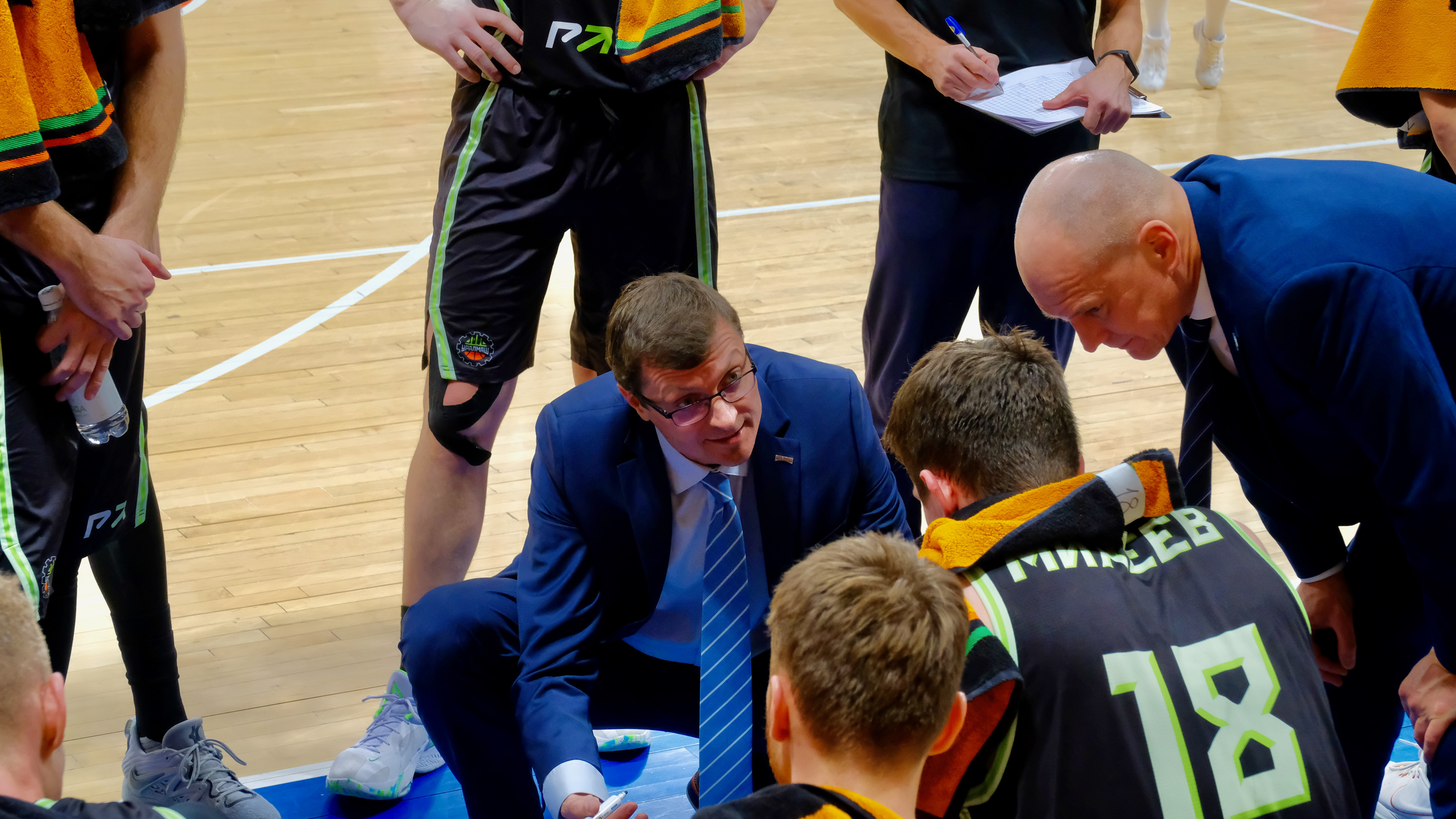
Во главе тренерского штаба Уралмаша (2023)

В январе 2019 года Вергун назначен главным тренером клуба «Цмоки-Минск», неоднократно выигрывал с ним чемпионат и Кубок Беларуси.
В декабре 2019 года Вергун назначен главным тренером сборной Беларуси.
По опросу газеты «Прессбол» признан лучшим баскетбольным тренером Беларуси 2020 года, лучшим мужским баскетбольным тренером Беларуси 2021 и 2022 годов и сезонов 2023/2024, 2024/2025.
В декабре 2023 года назначен главным тренером клуба «Уралмаш». В сезоне-2024/25 «Уралмаш» дошел до четвертьфинала плей-офф Лиги ВТБ, а также завоевал Кубок России по баскетболу. В июле 2025 года продлил контракт с «Уралмашем».

## Достижения

### В качестве игрока
- Чемпион Беларуси: 2008/09, 2009/10, 2010/11, 2011/12.
- Обладатель Кубка Беларуси: 2009, 2011.

### В качестве тренера
- Чемпион Беларуси: 2017/18, 2018/19, 2019/20, 2020/21, 2021/22, 2022/23.
- Обладатель Кубка Беларуси: 2017, 2019, 2020, 2021, 2022.
- Обладатель Кубка России: 2024/25.
- Бронзовый призёр Кубка России: 2023/24.
- Серебряный призёр Международного студенческого баскетбольного кубка: 2018.